# Schlacht bei Stockach
Ostrach – Feldkirch – Stockach I – Verona – Magnano – Cassano d’Adda – Bassignana – Paradies – Frauenfeld – Winterthur – Zürich I – Trebbia – Mantua – Novi – Döttingen - Vlieter – Bergen – Gotthard – Dietikon – Zürich II – Schänis – Muotatal – Näfels – Egmont – Castricum - Genola – Wiesloch – Genua – Rheinklingen – Büsingen – Engen – Stockach II –  Meßkirch – Biberach II – Montebello – Marengo – Höchstädt – Oberhausen – Brión – Hohenlinden – Walserfeld – Pozzolo – Kopenhagen – Algeciras I – Algeciras II
In der Schlacht bei Stockach (eigentlich Schlacht bei Liptingen) am 25. März 1799, vier Tage nach der Schlacht bei Ostrach, griffen die dort unterlegenen Franzosen unter General Jourdan erneut die unter Erzherzog Karl nachsetzenden Österreicher an, um den auf Feldkirch vorgehenden General Massena zu entlasten. Die Franzosen zogen sich nach verlustreichen Anfangserfolgen Richtung Villingen zurück. Bei der Schlacht fiel auf österreichischer Seite Fürst Karl Aloys zu Fürstenberg (1760–1799). General Jourdan wurde danach als Heerführer abgelöst.

## Die politische Lage 1799
Der Erste Koalitionskrieg endete 1797 mit dem Frieden von Campo Formio. Da dieser Vertrag nur zwischen Österreich und Frankreich geschlossen worden war, sollte über die politischen Folgen für das Reich auf dem im Dezember 1797 begonnenen Rastatter Kongress verhandelt werden.
Mit der Eroberung Maltas durch Frankreich und dem Einfall französischer Truppen in Ägypten war der Boden zur Zweiten Koalition bereitet, in der sich zunächst Russland, die Türkei und Großbritannien gegen Frankreich verbündeten. Österreich hielt sich zunächst zurück. Nachdem es einer russischen Armee jedoch den Durchzug durch Österreich in Richtung des italienischen Kriegsschauplatzes gestattet und die russische Armee im Februar 1799 österreichisches Gebiet erreicht hatte, betrachtete Frankreich dies als Vertragsbruch des Friedens von Campo Formio. Österreich hatte 1797 gemäß dem entsprechenden Vertragstext seine Truppen weit von der französischen Grenze bis hinter den Lech in Tirol zurückgezogen. Frankreich überschritt am 1. März 1799 den Rhein und marschierte in Vorderösterreich ohne Kriegserklärung ein. Diese erfolgte erst am 12. März, als die französische Donauarmee bereits nördlich des Bodensees stand.

## Auftakt
Nach der verlorenen Schlacht bei Ostrach zogen sich die französischen Truppen über Pfullendorf auf eine Linie Singen – Engen – Tuttlingen zurück, die österreichischen Truppen folgten. Am 24. März kam es auf beiden Flügeln zu Gefechten. Während Merveldt die Division von Saint-Cyr aus Neuhausen ob Eck und Liptingen verdrängen konnte, stieß Schwarzenberg zwischen Singen und Radolfzell mit Ferino zusammen, wobei er seine Stellungen im Waldgebiet halten konnte. Die Vorhut der österreichischen Truppen stand am Abend des 24. März in der Linie Steißlingen – Eigeltingen – Liptingen. Währenddessen brach die Hauptarmee am Morgen des 24. März von Pfullendorf auf und bezog ein Lager westlich von Stockach. Der linke Flügel, bestehend aus 13 Bataillonen und 24 Eskadronen unter FML Staader, lehnte sich an die Sümpfe des Bodensees und hielt das schwer zugängliche Plateau hinter Wahlwies – Nenzingen. FML Kolowrat stand mit neun Bataillonen und zwölf Escadronen des Corps de Reserve zwischen Stockach und dem Nellenberg, während der rechte Flügel, bestehend aus 15 Bataillonen und 24 Escadronen, unter FZM Wallis, die gegen Mahlspüren abfallenden Höhen längs der Straße nach Liptingen besetzte. Die Avantgarde Brigade unter Piaczek verfügte über ein Bataillon und acht Eskadronen und war von Ravensburg aus den rückläufigen Bewegungen von General Ferino gefolgt. Nun wurde er nach Radolfszell beordert, um den Rheinübergangspunkt Stein zu beobachten und die Flanke der Armee gegen Konstanz zu sichern.

## Verlauf der Schlacht
Erzherzog Karl wollte eine Entscheidungsschlacht, wagte aber keinen direkten Angriff, da er bis zum Abend des 24, März nicht genau wusste, wo welche feindlichen Verbände standen. Karl stand vor der Entscheidung, seine Operationen entweder in Richtung Schweiz oder Donau zu lenken. Da ihm jedoch keine detaillierten Kenntnisse über die feindliche Stellung vorlagen, war es ihm nicht möglich, eine zweckmäßige Anordnung zu treffen. Er lief Gefahr, dorthin zu marschieren, wo sich der Feind nicht befand, dadurch seine Flanke preiszugeben und nach einem unglücklichen Treffen entweder an den Rhein und den Bodensee gedrückt zu werden. So ordnete er für den 25. März – den Ostermontag – auf der ganzen Linie ein langsames Vorrücken zur Aufklärung der Lage an., wobei er aber nur die Avantgarde einsetzte.
Jourdan beabsichtigte, seine zahlenmäßige Unterlegenheit durch einen Überraschungsangriff auszugleichen.
General Merveldt begann auf dem rechten Flügel seinen Vormarsch auf Emmingen, aus dem er die Franzosen zunächst vertreiben konnte. Er erkannte zu spät, dass Verbände von drei französischen Divisionen auf Liptingen marschierten. Er wollte sich vor dem hier zahlenmäßig überlegen Gegner auf Stockach geordnet zurückziehen, was aber aufgrund eines raschen französischen Angriffs zu einer ungeordneten Flucht ausartete.
Nauendorf stieß mit seinen Truppen von Eigeltingen über Aach in Richtung Engen vor. Er traf auf Einheiten der Division Saint-Cyr, und als diese noch durch die Division Souham verstärkt wurden, musste er sich auf Eigeltingen zurückziehen. Im Süden des Kampfgebietes gerieten wieder die Verbände Schwarzenbergs mit jenen Ferinos aneinander. Die Österreicher konnten hier jedoch die Franzosen vor der Nellenburg und Stockach aufhalten.
Jourdan war der Meinung, die fliehenden Verbände von Merfeld seien die österreichische Hauptarmee, und wollte ihnen den Rückzug verlegen, um einen totalen Sieg zu erringen. Hierzu beorderte er Saint-Cyr nach Pfullendorf. So geschwächt zog er dann gegen die nun eingreifenden Verbände von Petrasch und Fürstenberg, die durch aus dem Raum Stockach herangezogene Truppen unter Kolowrat verstärkt wurden. Der wechselvolle Kampf im Raum Liptingen wurde letztlich durch den Einsatz österreichischer Kürassierregimenter unter Feldmarschall-Leutnant Graf Johann Siegmund von Riesch gegen die französische Kavallerie entschieden. In diesem Kämpfen um Liptingen fiel auch Karl Aloys zu Fürstenberg.

## Nach der Schlacht
Noch in der Nacht gelang es Saint-Cyr, bei Laiz über die Donau zu gehen und damit zu vermeiden, dass er von der eigenen Hauptarmee abgeschnitten wurde. Zur Entlastung startete Ferino früh morgens am 26. März bei Wahlwies noch einen Entlastungsangriff. Jourdan zog sich in den folgenden Tagen Richtung Schwarzwald zurück. Er selbst verließ die Armee am 3. April und sein Generalstabschef Jean Augustin Ernouf führte die Truppen in das Rheintal zurück, wo sie am 5. April den Rhein überschritten und nach Frankreich zurückkehrten.

## Würdigung
Clausewitz kritisiert beide Oberbefehlshaber. Erzherzog Karl habe mit seiner zahlenmäßigen Übermacht zu zaghaft agiert. Merfeldt weist er die Hauptschuld für die ungeordnete Flucht der Avantgarde auf dem linken Flügel zu. Jourdan wird von ihm kritisiert, weil er in hoffnungsloser Unterzahl einen verlustreichen Angriff nur deswegen wagte, weil er vom Pariser Direktorium nicht der Untätigkeit geziehen werden wollte.

## Die Generale

### Generale der österreichischen Armee in Süddeutschland

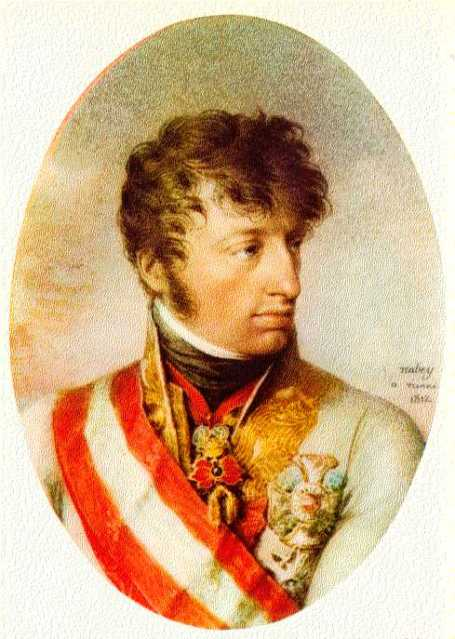
Erzherzog Karl
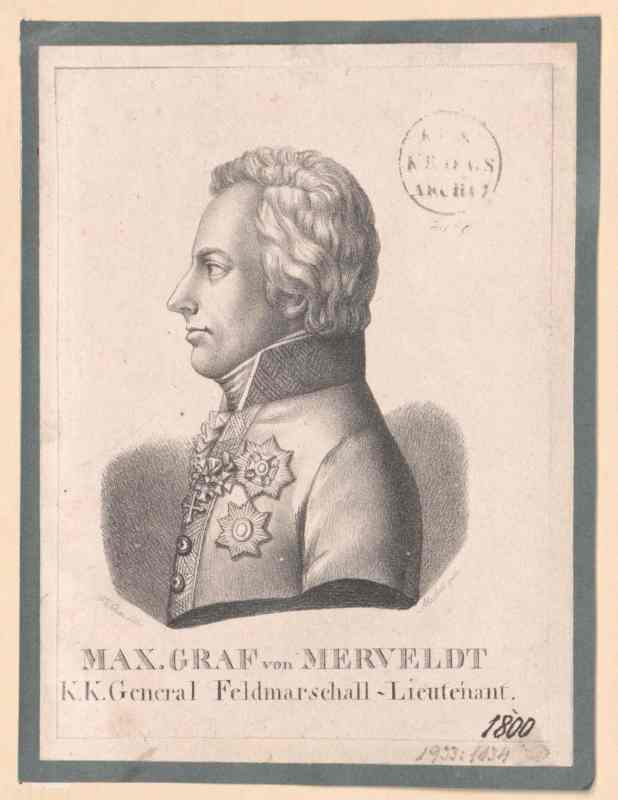
Maximilian Friedrich von Merveldt, Avantgarde rechter Flügel
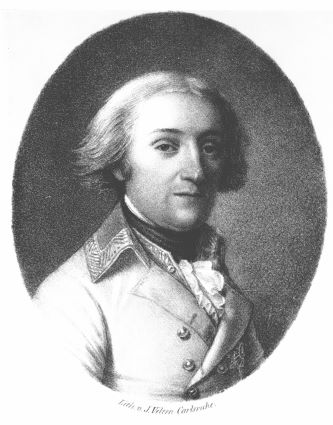
Karl Aloys zu Fürstenberg
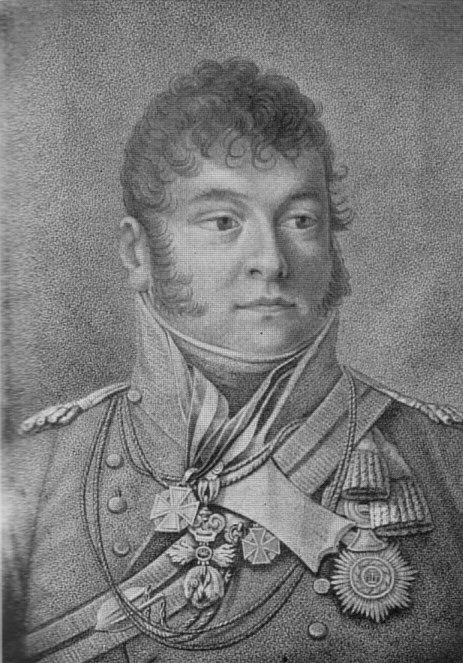
Karl Philipp zu Schwarzenberg, Avantgarde linker Flügel
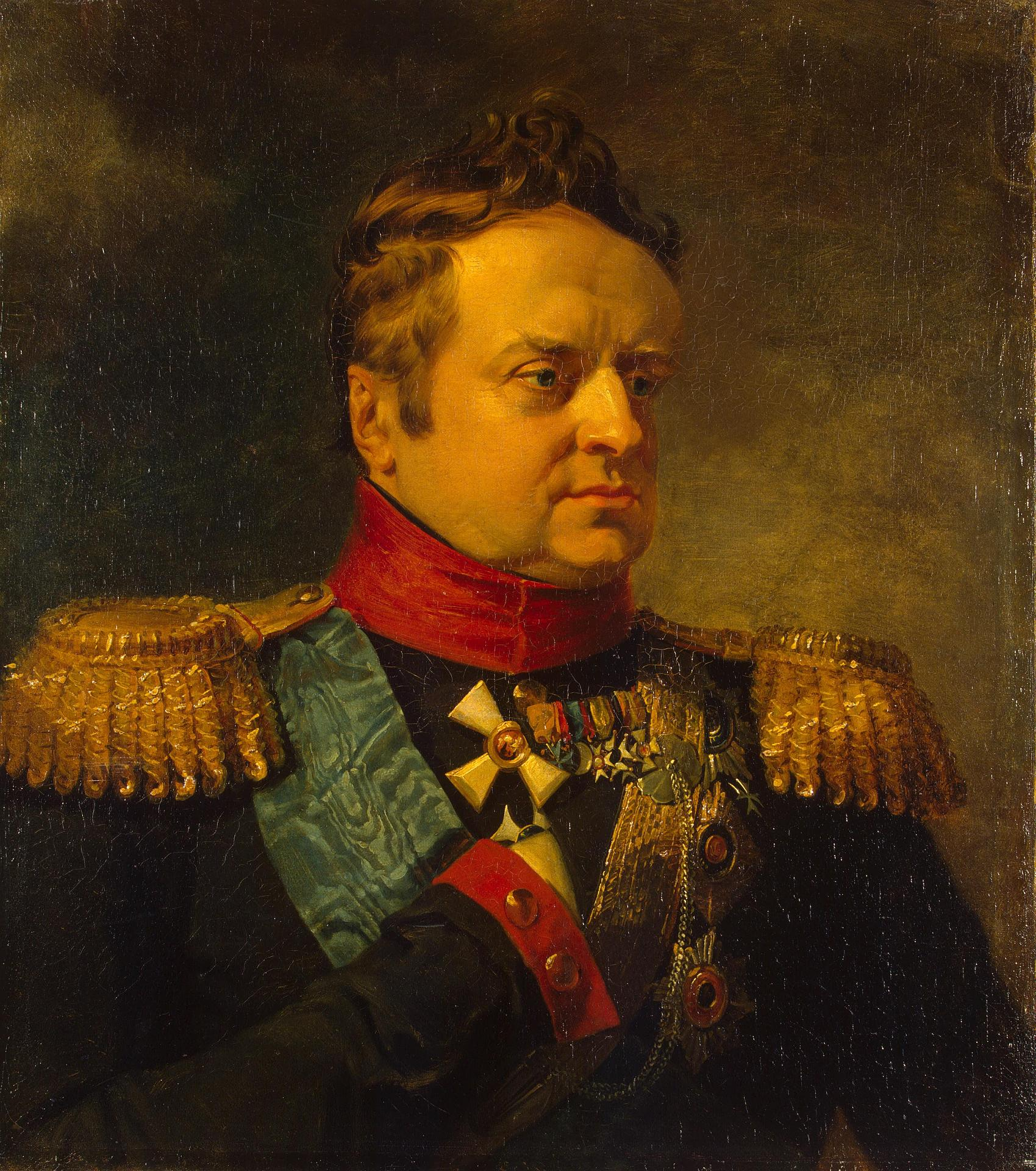
Alexander Friedrich Karl von Württemberg

ohne Bild: Olivier Remigius Graf von Wallis Freiherr von Karighmain (Kommandeur rechter Flügel); Friedrich August von Nauendorf (Avantgarde Zentrum), Joseph Staader von Adelsheim, Franz Freiherr von Petrasch, Vincenz Maria von Kolowrat-Liebsteinsky, Johann Siegmund von Riesch

### Generale der französischen Donauarmee

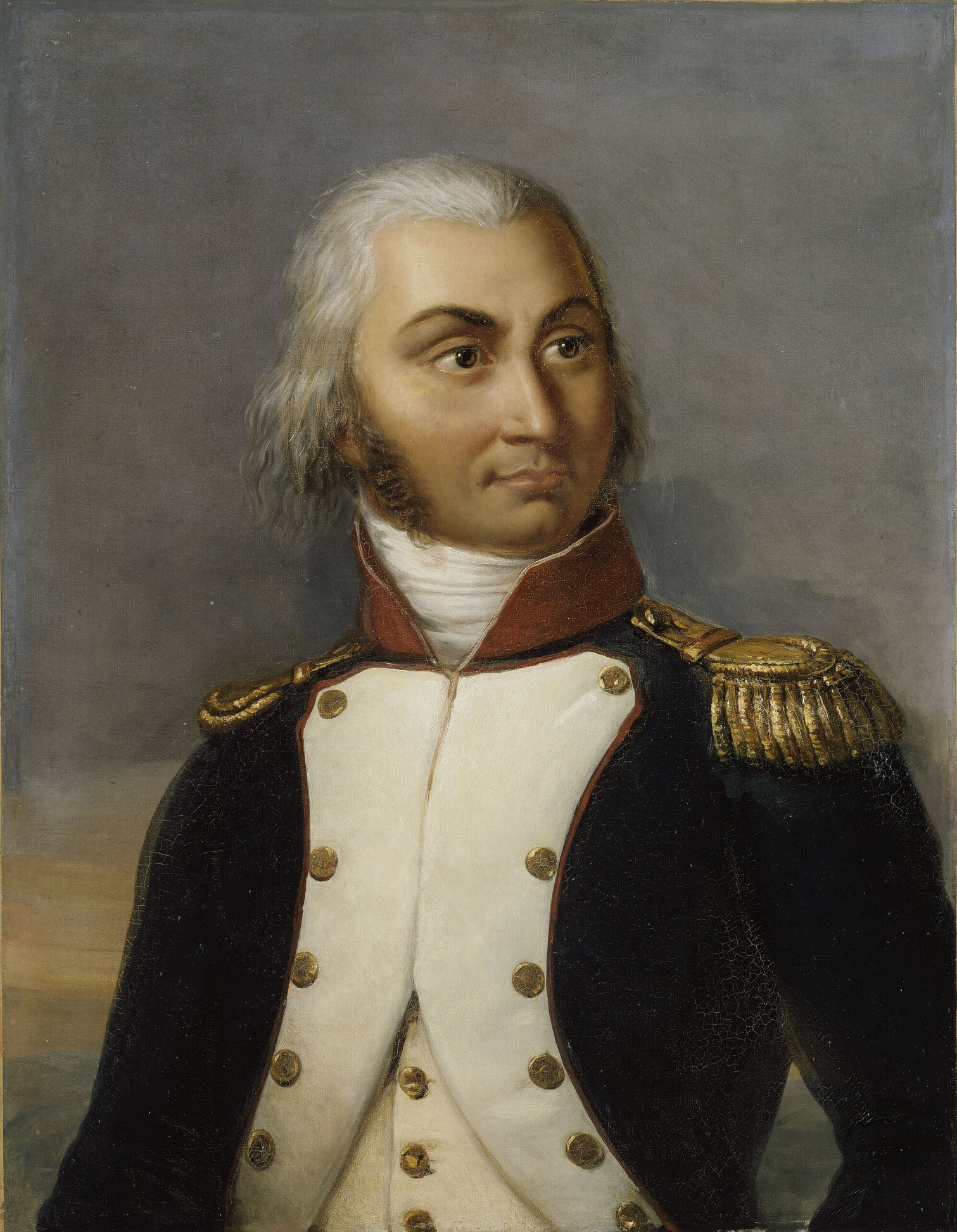
Jean-Baptiste Jourdan, Oberkommandierender der Donau-Armee
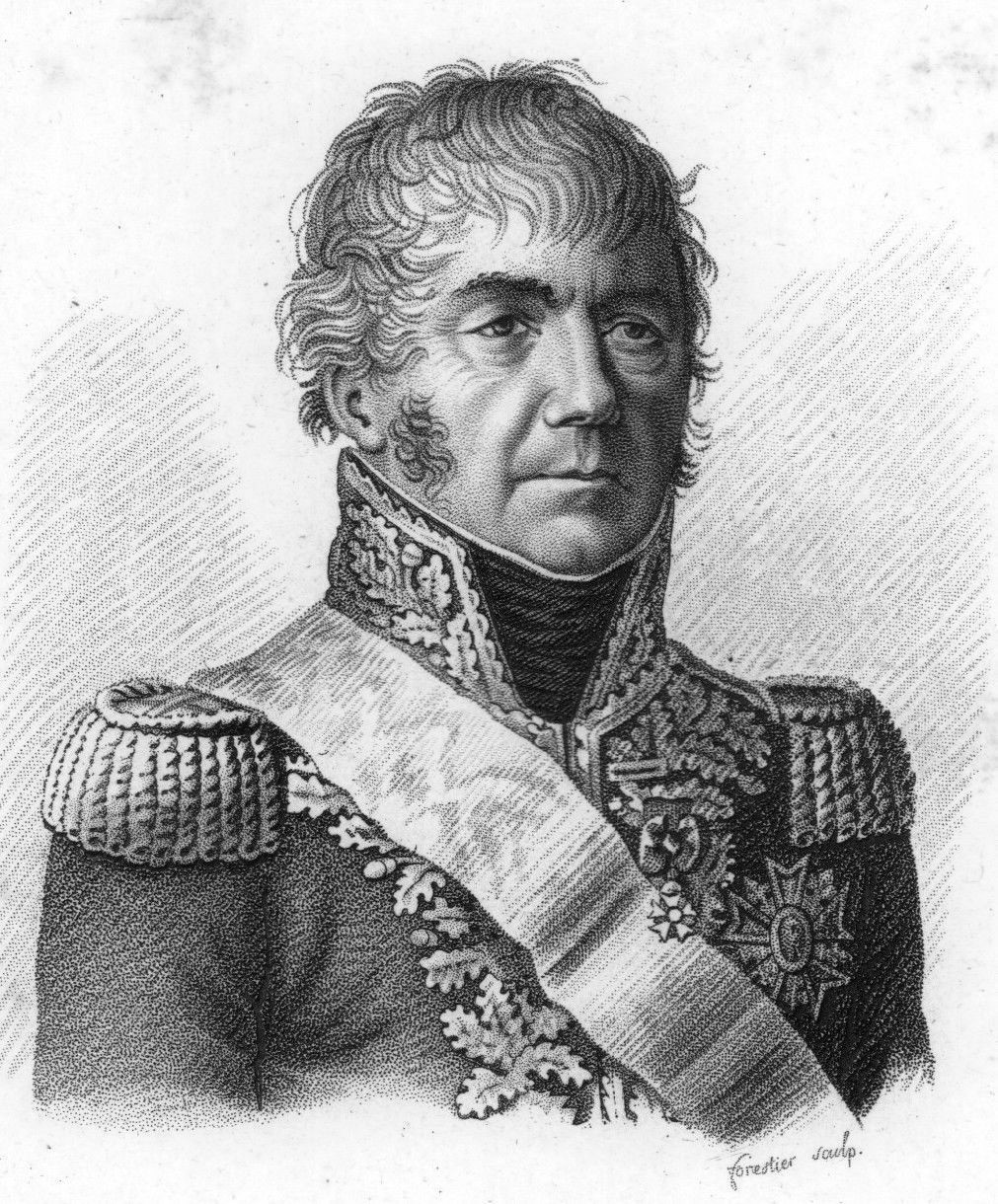
François-Joseph Lefebvre, Kommandeur der Avant-Garde
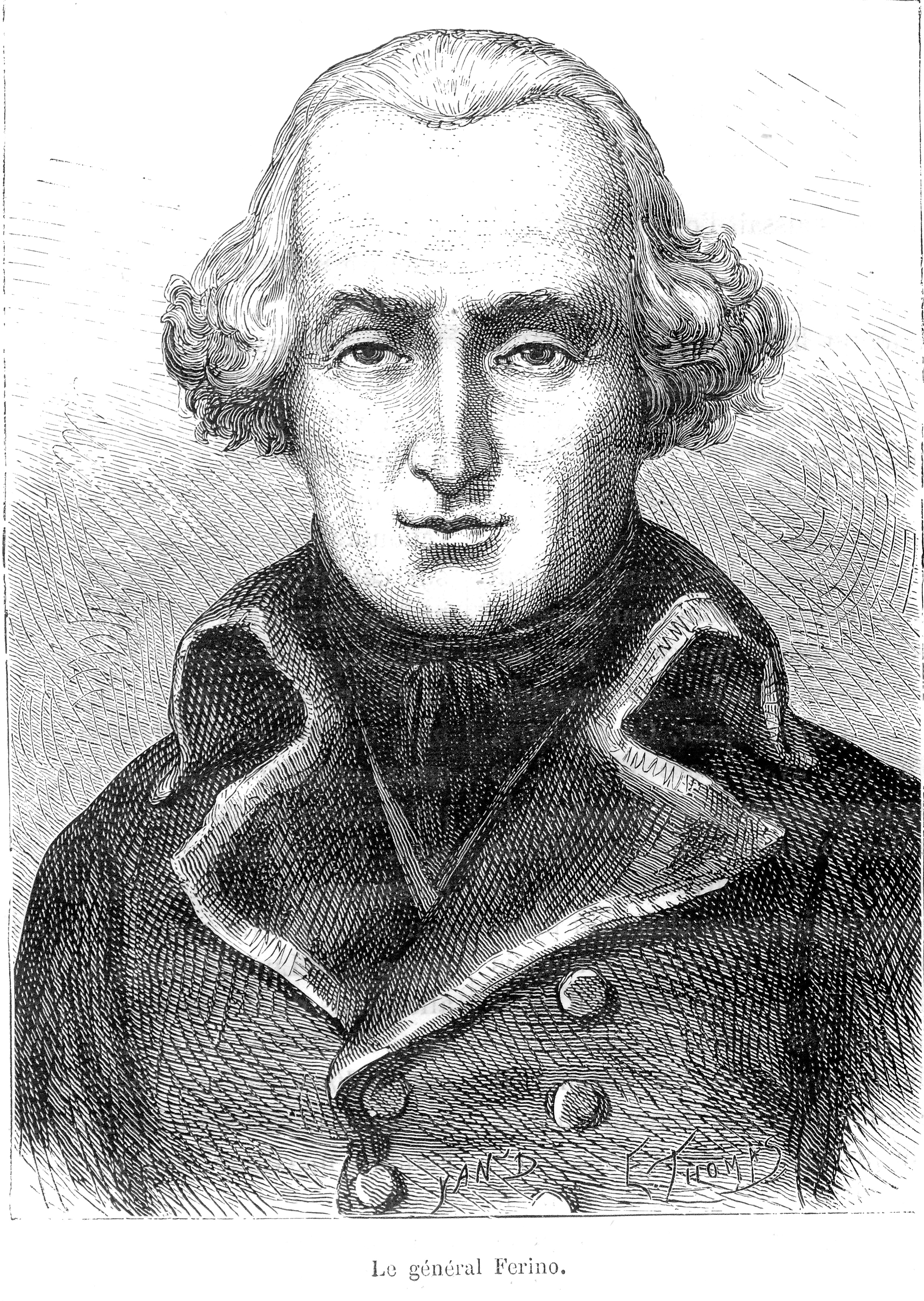
Pierre Marie Barthélemy Ferino, Kommandeur der 1. Division (rechter Flügel)
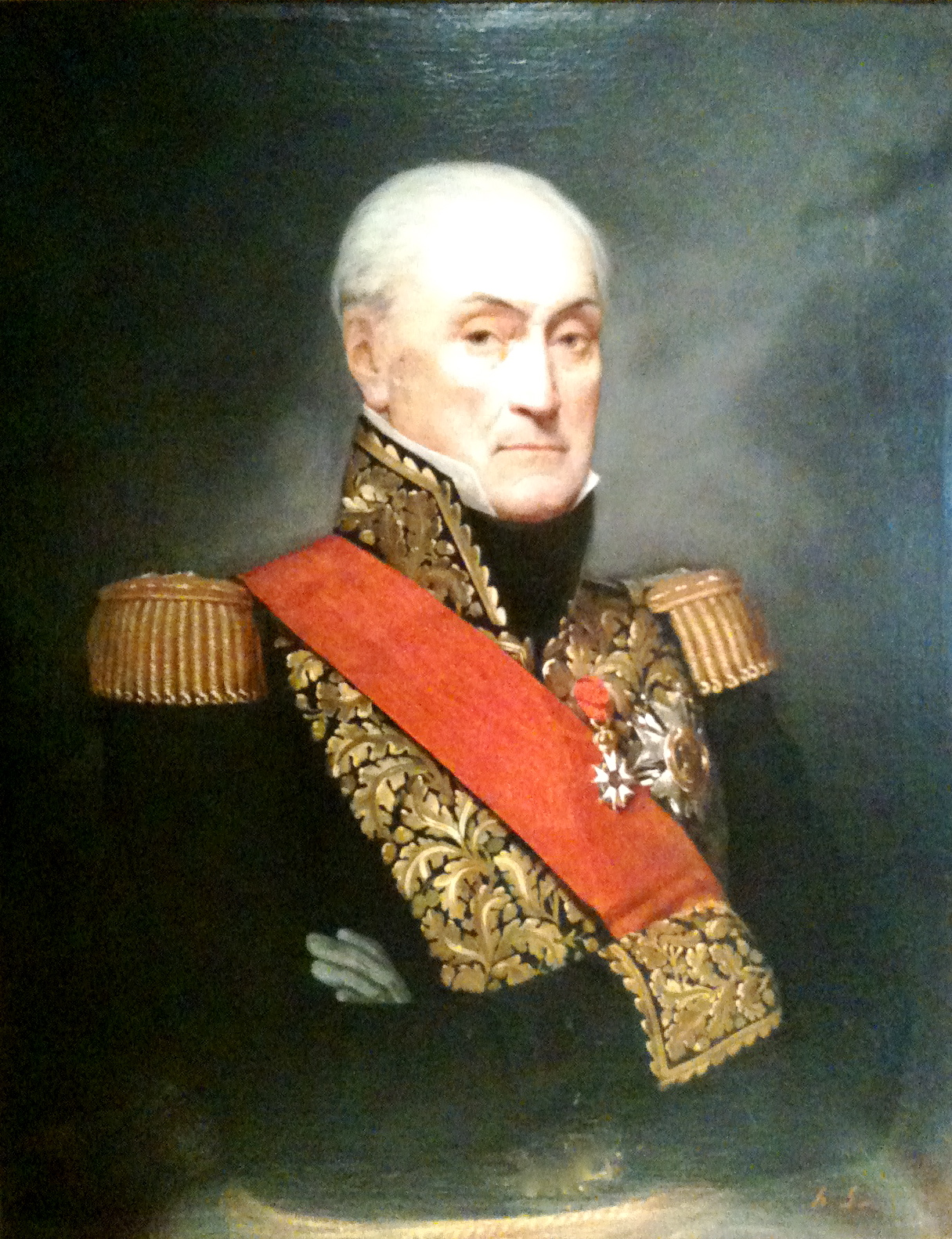
Joseph Souham, Kommandeur der 2. Division
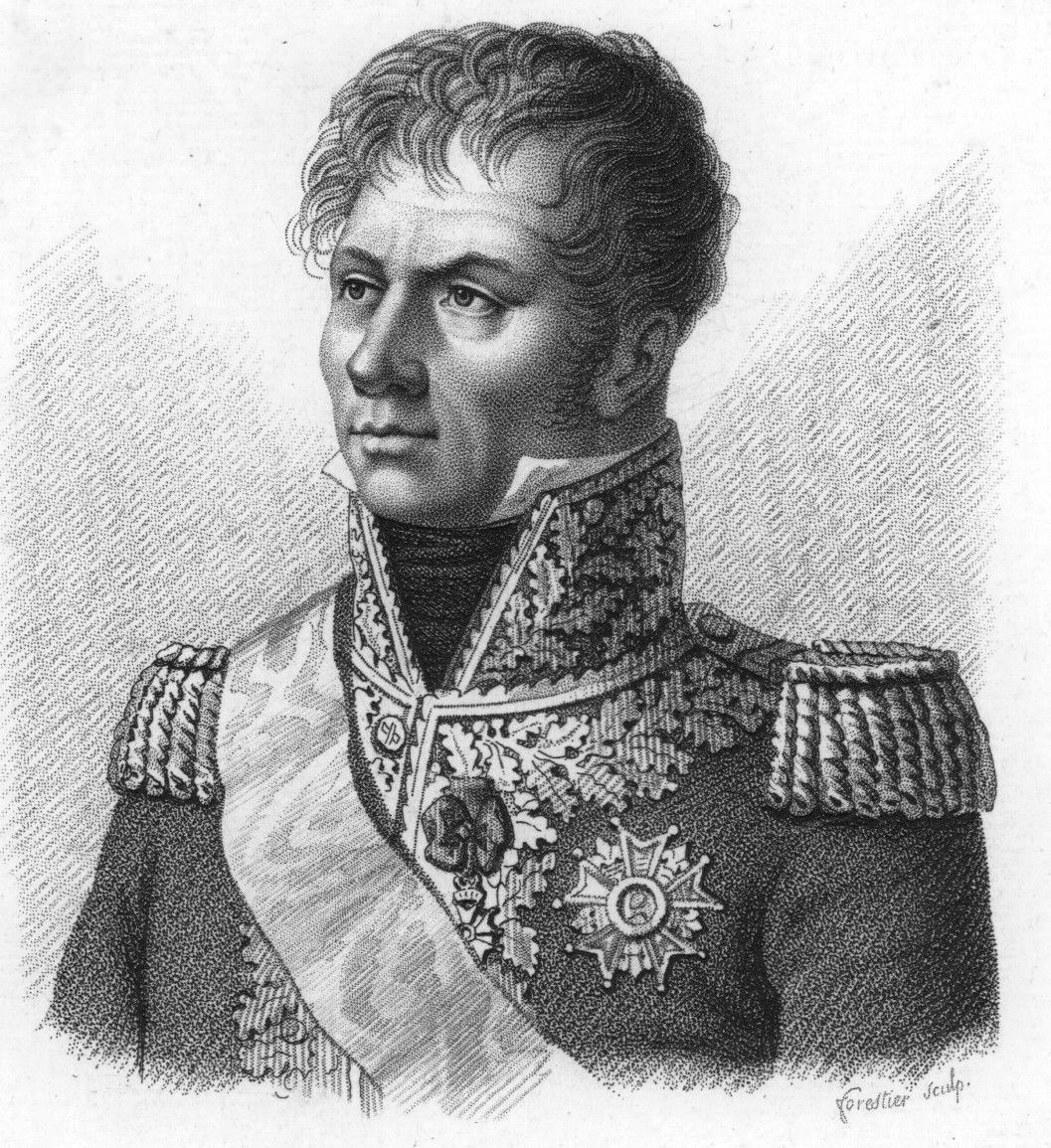
Laurent de Gouvion Saint-Cyr, Kommandeur der 3. Division
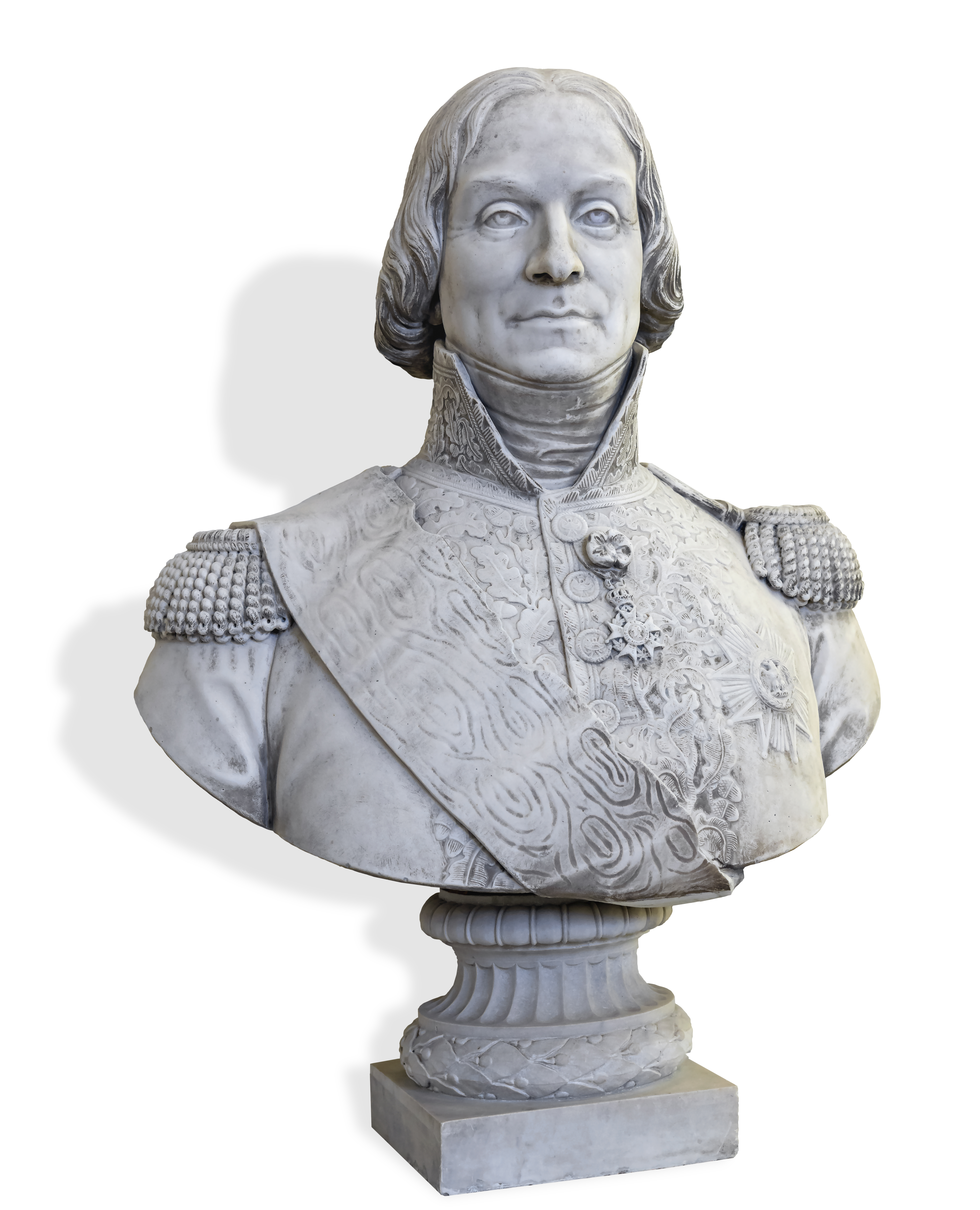
Jean-Joseph Ange d'Hautpoul, Kommandeur der Reserve
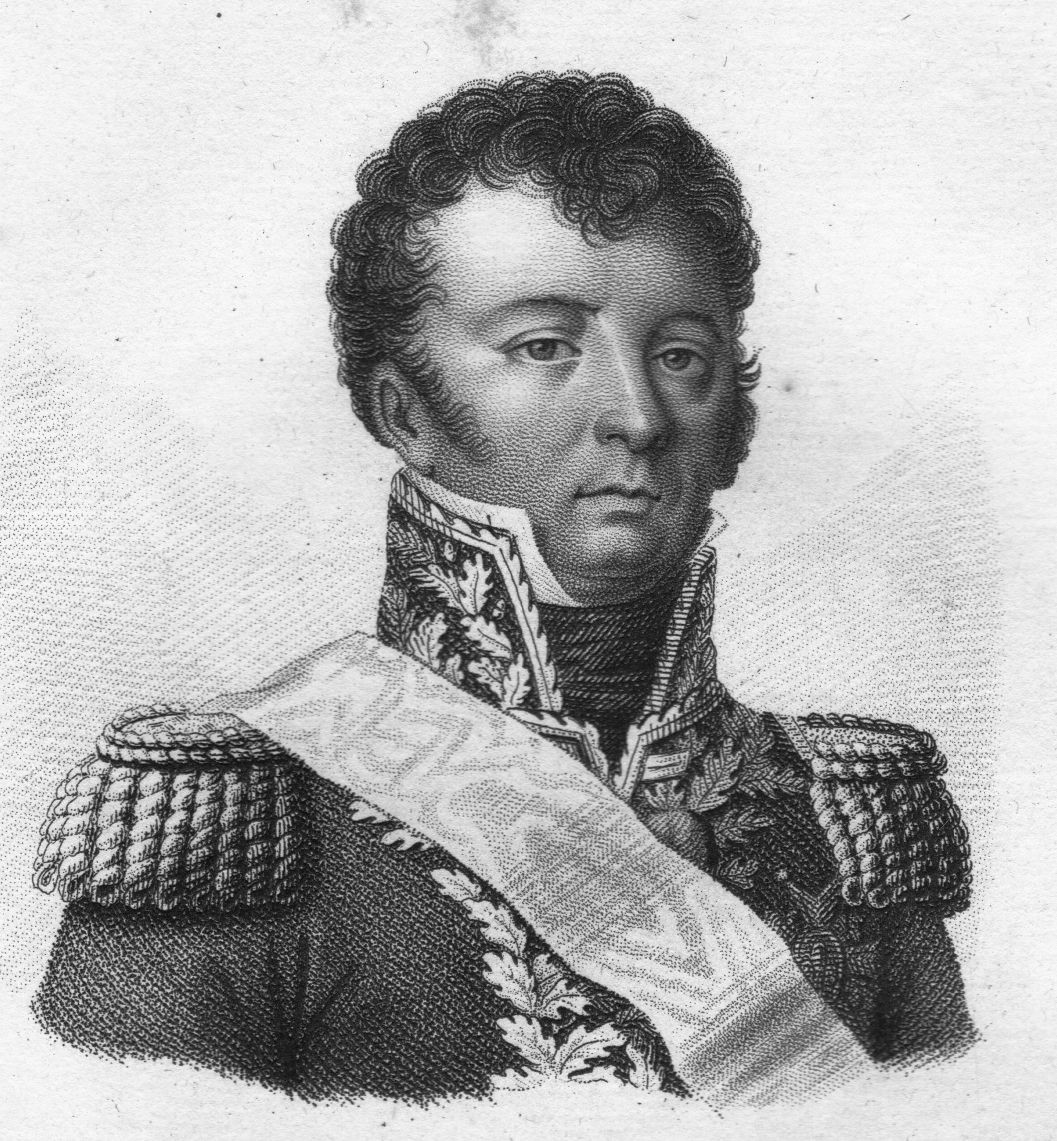
Dominique Joseph Vandamme
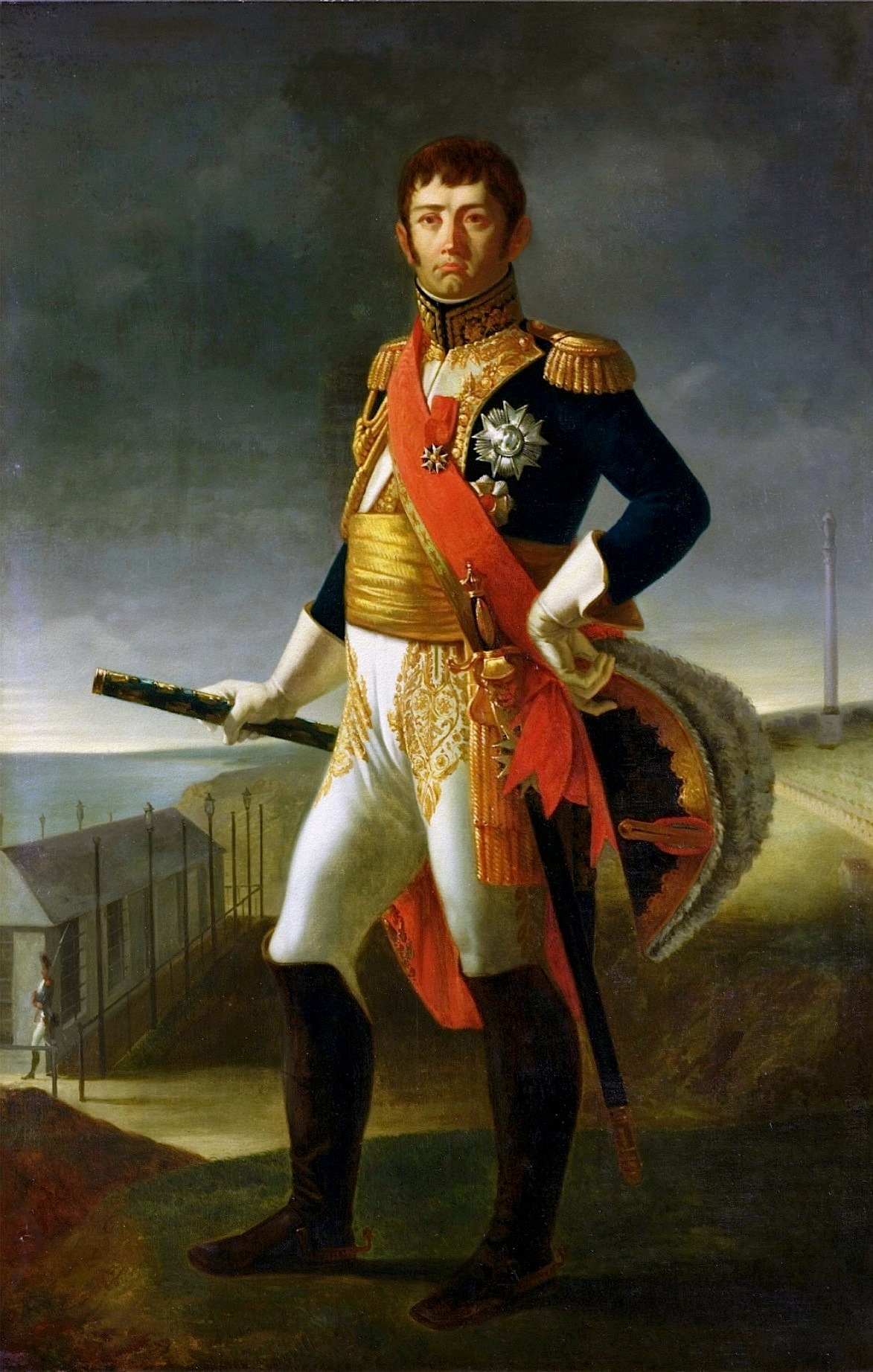
Nicolas Jean-de-Dieu Soult, vertrat Lefebvre nach dessen Verwundung

## Sonstiges
Von der Kirche St. Michael in Liptingen aus ist der 12½ Kilometer lange Rundwanderweg „Schlacht bei Liptingen“ ausgewiesen. Er führt über Ederstetten, durch den Schindelwald und am Fürstenberg-Kreuz vorbei zurück nach Liptingen. Entlang des Weges weisen aber lediglich einige alte Grenzsteine bei Ederstetten und im Schindelwald sowie das Fürstenberg-Kreuz auf das historische Ereignis des Zweiten Koalitionskriegs hin.

### Die Schlacht in der Lokalgeschichte
- Gemeinde Emmingen-Liptingen (Hrsg.): Schlacht bei Liptingen 1799 – Gedenkschrift, Tuttlingen 1999
- Edwin Ernst Weber (Hrsg.): Ostrach 1799, Die Schlacht, der Ort, das Gedenken. Ostrach 1999, ISBN 3-00-004325-X
- Johann Baptist Trenkle: Die Liptinger Schlacht, kurz geschildert von einem Augenzeugen, 1868
- F. König: Vor hundert Jahren!: eine Jubiläumsschrift über die Schlacht bei Stockach (25. März 1799), 1899
- Hermann Pfeiffer: Die Schlacht bei Stockach am 25. März 1799, in: Schriften des Vereins für Geschichte des Bodensees und seiner Umgebung, 54. Jg. 1926, S. 28–71 (Digitalisat)
- Georg Tumbült: Vor 100 Jahren. – Die Schlachten bei Ostrach und Stockach-Liptingen In: Schriften des Vereins für Geschichte und Naturgeschichte der Baar und der angrenzenden Landesteile in Donaueschingen. X. Heft 1900, Tübingen 1900, S. 68–82 online (PDF; 26,8 MB)

### Die Sicht der Militärtheoretiker
- Carl von Clausewitz: Hinterlassene Werke über Krieg und Kriegführung – Die Feldzüge von 1799 in Italien und der Schweiz, Berlin 1833, Fünfter Band, S. 103ff. (Google Digitalisat)
- Antoine Henri Baron de Jomini: Histoire critique et militaire des guerres de la Revolution, Paris 1822, S. 126–139 (Internet Archive)
- J. E. Woerl: Geschichte der Kriege von 1792 bis 1815, mit Schlachten-Atlas, Freiburg i.Br. 1847, S. 86–88 (Google Digitalisat)
- Gaston Bodart, Militär-historisches Kriegs-Lexikon (1618-1905),S. 329

### Darstellungen der beiden Feldherren
- Erzherzog Karl von Österreich: Geschichte des Feldzuges von 1799 in Deutschland und in der Schweiz, Wien 1814, Band 1, S. 187–227 online in der Bayerischen StaatsBibliothek digital
- Jean-Baptiste Jourdan: Memoir of the Operations of the Army of the Danube, London 1799, S. 173ff. (Übersetzung aus dem französischen Tagebuch des Generals) – englisch Google Digitalisat
- Moriz, Edler von Angeli: Erzherzog Carl von Österreich als Feldherr und Heeresorganisator. Band II. Wilhelm Braumüller, Wien 1896. S.78f